# Рокетас де Мар
Рокетас де Мар (на испански: Roquetas de Mar) е населено място и община в Испания. Намира се в провинция Алмерия, в състава на автономната област Андалусия. Общината влиза в състава на района (комарка) Пониенте Алмериенсе. Заема площ от 60 km². Населението му е 85 808 души (по данни от 2010 г.). Разстоянието до административния център на провинцията е 19 km.

## Демография
| 1996   | 1998   | 1999   | 2000   | 2001   | 2002   | 2003   | 2004   | 2005   | 2006   |
| ------ | ------ | ------ | ------ | ------ | ------ | ------ | ------ | ------ | ------ |
| 37 237 | 40 582 | 42 333 | 44 370 | 47 570 | 50 954 | 53 815 | 58 519 | 65 886 | 71 740 |